# Trachydrillia
Trachydrillia is een geslacht van weekdieren uit de klasse van de Gastropoda (slakken).

## Soort
- Trachydrillia denizi Nolf & Swinnen, 2010